# Gräfenhausen (Annweiler am Trifels)
Gräfenhausen ist der am weitesten nördlich befindliche Stadtteil der im rheinland-pfälzischen Landkreis Südliche Weinstraße gelegenen Stadt Annweiler am Trifels und innerhalb dieser als Ortsbezirk ausgewiesen. Bis 1979 war er eine selbständige Gemeinde.

## Geographie

### Lage
Der Ort liegt etwa drei Kilometer nördlich der Kernstadt in einem Seitental der Queich im Pfälzerwald. Zu Gräfenhausen gehören zusätzlich die Wohnplätze Am Adelberg, Am Rothenhof, Hof Waldeck, In der Lehmgrube, Mettenbacherhof und Rothenhof.

### Erhebungen und Gewässer
Südwestlich des Ortes erstreckt sich der Große Adelberg und südlich der Mittelberg. Der Hahnenbach fließt mitten durch die Bebauung. Beim Mettenbacherhof nimmt er nacheinander den Oberen sowie den Unteren Hasenbach auf.

## Geschichte
Die erste Erwähnung von Gräfenhausen geht auf das Jahr 1189 zurück.
Der Ort Gräfenhausen gehörte bis zum Ende des 18. Jahrhunderts zur Kurpfalz; dort unter stand er dem Oberamt Germersheim sowie der Pflege und Kloster Eußerthal. Nach der Einnahme des Linken Rheinufers durch französische Revolutionstruppen (1794) war Gräfenhausen von 1798 bis 1814 dem Kanton Annweiler im Département Donnersberg zugeordnet und wurde von der Mairie in Annweiler verwaltet. Aufgrund der auf dem Wiener Kongress (1815) getroffenen Vereinbarungen waren die Pfalz und damit auch die Gemeinde Gräfenhausen zunächst Österreich zugeordnet worden. In einem 1816 geschlossenen Staatsvertrags trat Österreich Region an das Königreich Bayern ab. Der nunmehr Bayerische Kanton Annweiler gehörte im neu geschaffenen Rheinkreis vorläufig noch zu dem aus dem vorherigen Arrondissement gebildeten Bezirk Zweibrücken und kam am 1. August 1816 zum Bezirk Landau. Nach der Untergliederung der Bezirke in Landkommissariate (1818) gehörte Gräfenhausen zum Landkommissariat, später Bezirksamt Bergzabern, aus dem 1939 der Landkreis Bergzabern entstand.
Im Zuge der ersten rheinland-pfälzischen Verwaltungsreform wurde Gräfenhausen 1969 mit den meisten Gemeinden des Kreises Bergzabern in den neu geschaffenen Landkreis Landau-Bad Bergzabern, der 1978 in Landkreis Südliche Weinstraße umbenannt wurde, gegliedert. 1972 wurde er außerdem verbandsangehörige Gemeinde der neu gebildeten Verbandsgemeinde Annweiler am Trifels, ehe er zum 10. Juni 1979 in die benachbarte Stadt Annweiler eingemeindet wurde. Seither bildet er dort einen von insgesamt vier Ortsbezirken.

## Bevölkerung

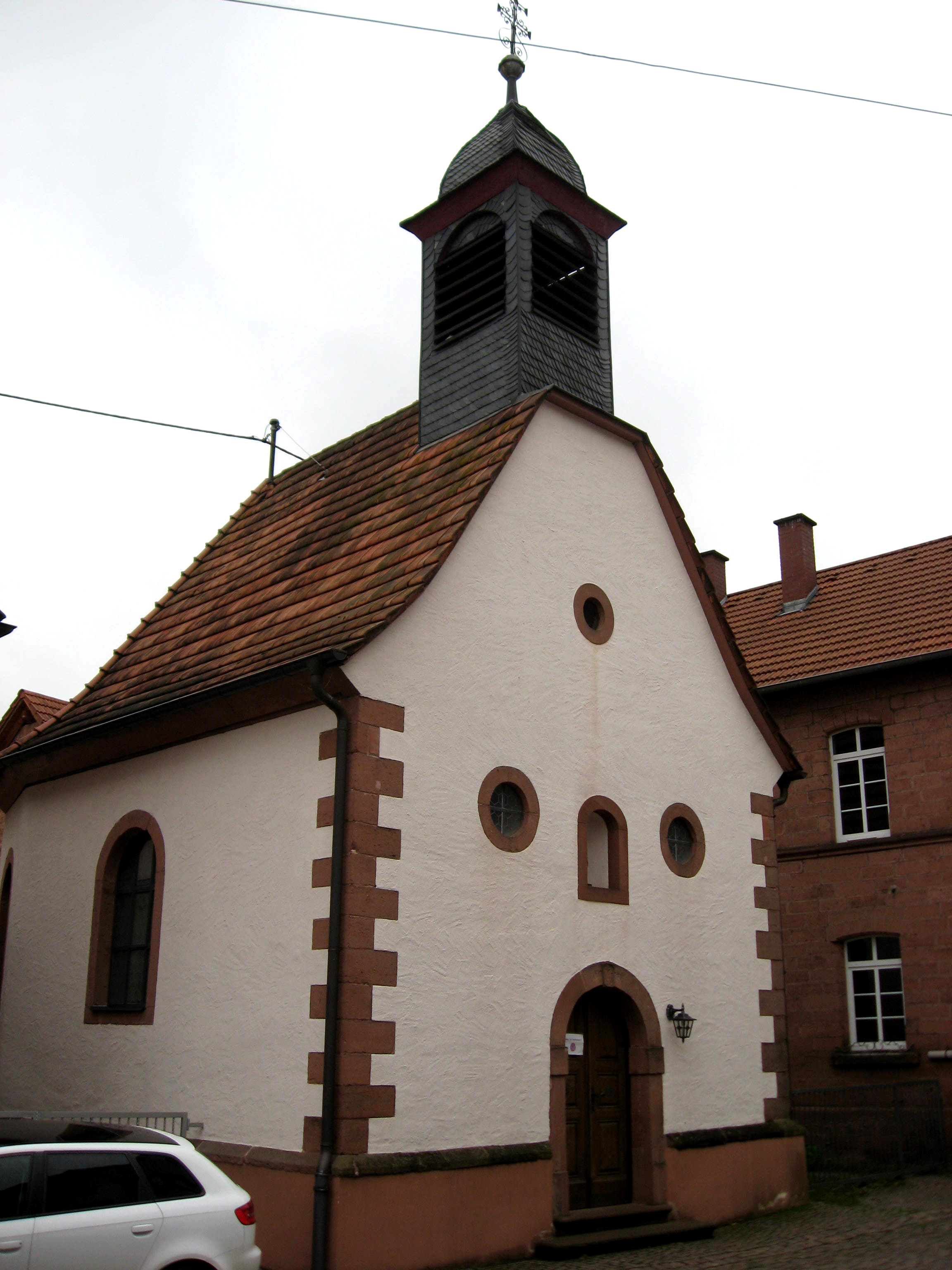
Katholische Kapelle St. Johann Baptist

1815 hatte der Ort insgesamt 466 Einwohner. Im amtlichen Ortschaftenverzeichnis für den Freistaat Bayern aus dem Jahr 1928 wurde die Landgemeinde Gräfenhausen, nun zum bayerischen Regierungsbezirk Pfalz und zum Bezirksamt Bergzabern gehörend, wie folgt beschrieben: Insgesamt 586 Einwohner (226 Katholiken, 355 Protestanten und 5 sonstige Christen), 116 Wohngebäude und eine Fläche von 707 Hektar; es gab im Kirchdorf Gräfenhausen selbst eine protestantische und eine katholische Schule; dazu gehörte der Weiler Rothenhof mit vier Wohnhäusern und zwölf Einwohnern sowie die Einzelsiedlungen Mettenbacherhof (zwei Wohngebäude, sieben Einwohner) und Waldeck-Gut (zwei Wohngebäude, zehn Einwohner).

## Politik
Der Ortsteil Gräfenhausen ist einer von vier Ortsbezirken der Stadt Annweiler am Trifels und verfügt über einen eigenen Ortsbeirat sowie einen Ortsvorsteher.

### Ortsbeirat
Der Ortsbeirat besteht aus elf Mitgliedern, die bei der Kommunalwahl am 9. Juni 2024 in einer personalisierten Verhältniswahl gewählt wurden, und dem ehrenamtlichen Ortsvorsteher als Vorsitzendem.
Die Sitzverteilung im Ortsbeirat:
| Wahl | SPD               | WGH *             | Gesamt   |
| ---- | ----------------- | ----------------- | -------- |
| 2024 | 5                 | 6                 | 11 Sitze |
| 2019 | per Mehrheitswahl | per Mehrheitswahl | 12 Sitze |

### Ortsvorsteher
Andreas Hauck (parteilos) wurde am 25. Juni 2018 Ortsvorsteher von Gräfenhausen. Bei der Direktwahl am 26. Mai 2019 wurde er mit einem Stimmenanteil von 81,95 % und am 9. Juni 2024 als einziger Bewerber mit 67,5 % jeweils für weitere fünf Jahre in seinem Amt bestätigt. Haucks Vorgängerin Sonja Keßler war aus beruflichen Gründen zurückgetreten.

### Wappen
| Wappen von Gräfenhausen | Blasonierung: „Von Schwarz und Rot durch eine eingebogene silberne Spitze gespalten, darin drei grüne Edelkastanienblätter, schrägrechts, aufrecht und schräglinks gestellt, oben rechts ein linksgewendeter, rotbewehrter, -bezungter und -bekrönter goldener Löwe, links ein goldener Bienenkorb.“ |
| Wappen von Gräfenhausen | |

## Kulturdenkmäler

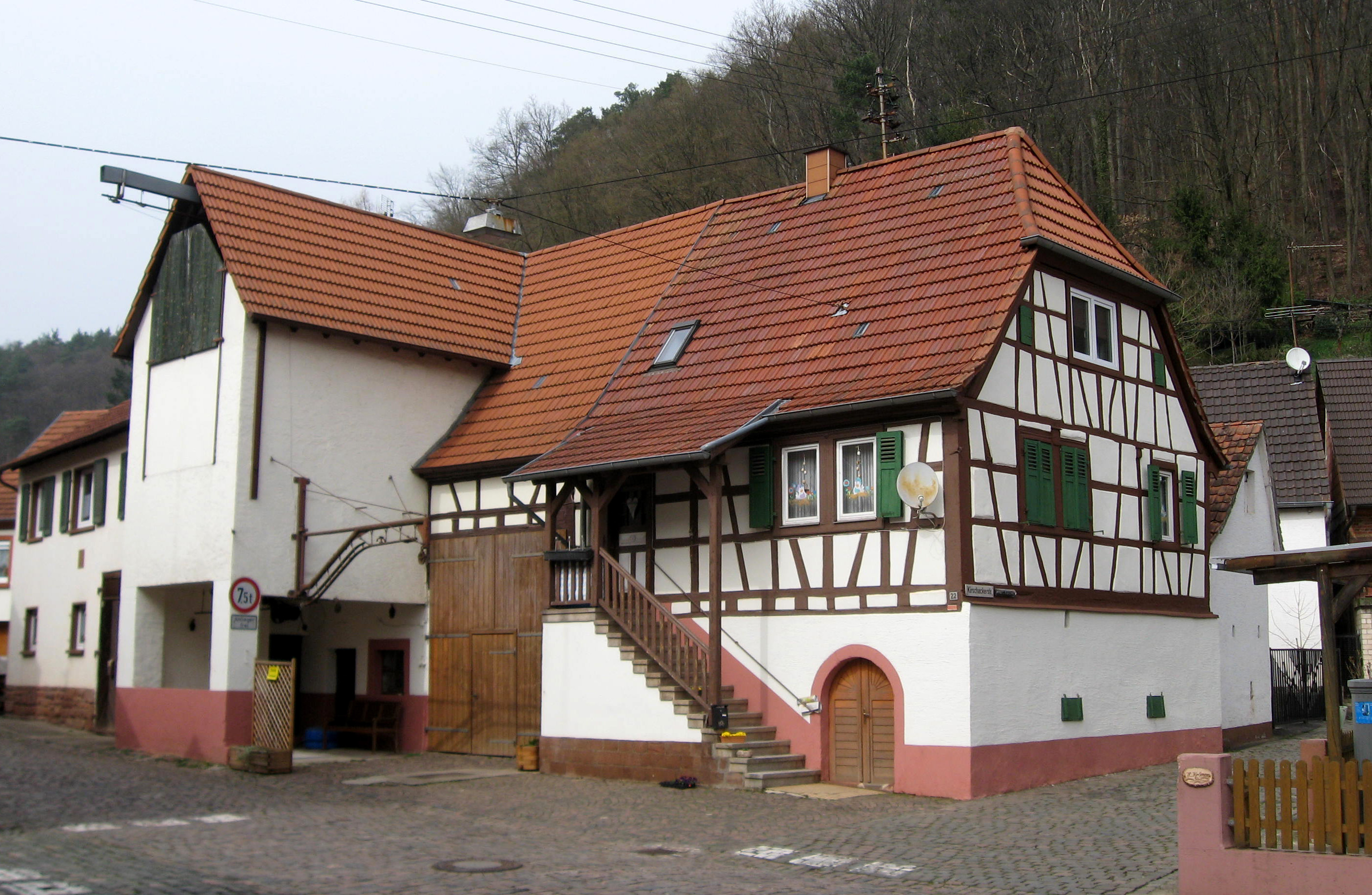
Denkmalgeschützte Hofanlage

Vor Ort befinden sich insgesamt sieben Objekte, die unter Denkmalschutz stehen.

## Infrastruktur

### Wirtschaft
Im Zuge der Haingeraide war Gräfenhausen außerdem an der sogenannten ersten Haingeraide beteiligt, die in der frühen Neuzeit aufgelöst und die teilweise der damals selbständigen Gemeinde unterstellt wurde.
Seit dem 14. Jahrhundert betrieben die Zisterzienser im Ort Weinbau: Der bekannte Spätburgunder wird ihnen zugeschrieben. Bis in die Gegenwart wird Gräfenhausen für seinen kräftigen Spätburgunder gerühmt. Vor Ort existiert die Einzellage Eselspfad (3,6 ha). Die Lage gehört zur Großlage Königsgarten.

### Verkehr
Nächstgelegener Bahnhof ist Annweiler am Trifels. Seit 1996 ist der Ort Bestandteil des Verkehrsverbundes Rhein-Neckar. Die von der Queichtal Nahverkehrsgesellschaft (QNV) betriebene Buslinie 523 führt nach Albersweiler sowie zur Kernstadt von Annweiler. Die als Stichstraße fungierende Kreisstraße 4 verbindet den Ort mit dem Straßennetz.

### Tourismus
Südwestlich des Siedlungsgebiets befindet sich die unter der Regie des Pfälzerwald-Vereins stehende Schutzhütte an der Holderquelle. Mitten durch den Ort führt außerdem der Prädikatswanderweg Pfälzer Weinsteig und der mit einem gelben Balken versehene Wanderweg, der den Ort mit Contwig sowie Germersheim verbindet.

## Söhne und Töchter des Ortes
- Hans Blinn (1925–2006), Verleger, Lehrer und Politiker (SPD)